# نادي ولايتا ديتشا
ولايتا ديتشا هو نادي كرة قدم إثيوبي حديث العهد تأسس عام 2009 من قبل جمعية ولايتا للتنمية، يلعب الفريق في الدوري الإثيوبي الممتاز، حصد بطولة وحيدة على مدار تاريخه هي كأس إثيوبيا 2017. يشارك حاليا في بطولة كأس الكونفيدرالية الأفريقية 2018 للمرة الأولى في تاريخه.

## انجازات النادي
- كأس إثيوبيا (مرة):[4]

2017

## وصلات خارجية
- الموقع الرسمي
- نادي ولايتا ديتشا  على فيسبوك.